# Oksibil
Oksibil est un distrik (nom des kecamatan en Papouasie) de la province indonésienne de Papouasie des hautes terres. C'est aussi le chef-lieu du kabupaten des Monts Bintang. Sa population était de 4 087 habitants d'après le recensement de 2010.

## Transports
- Il n'est pas encore possible (en janvier 2019) d'aller à Oksibil par la route ; des travaux sont cependant en cours. Le petit réseau routier autour de la ville est coupé du reste de la Papouasie.
- L'aéroport d'Oksibil (OKL/WAJO) est relié à l'aéroport de Sentani de Jayapura par la compagnie Trigana Air. Sa piste a une longueur de 610 m et est partiellement revêtue. Pour cette raison, il accueille principalement de petits appareils turbopropulseurs à décollage court (STOL) mais peut également recevoir des turbopropulseur plus grands. L'achat de tickets auprès de Trigana Air se fait directement au comptoir de la compagnie dans l'aéroport de départ (le système de réservation est manuscrit et non informatisé, à la date de janvier 2019).

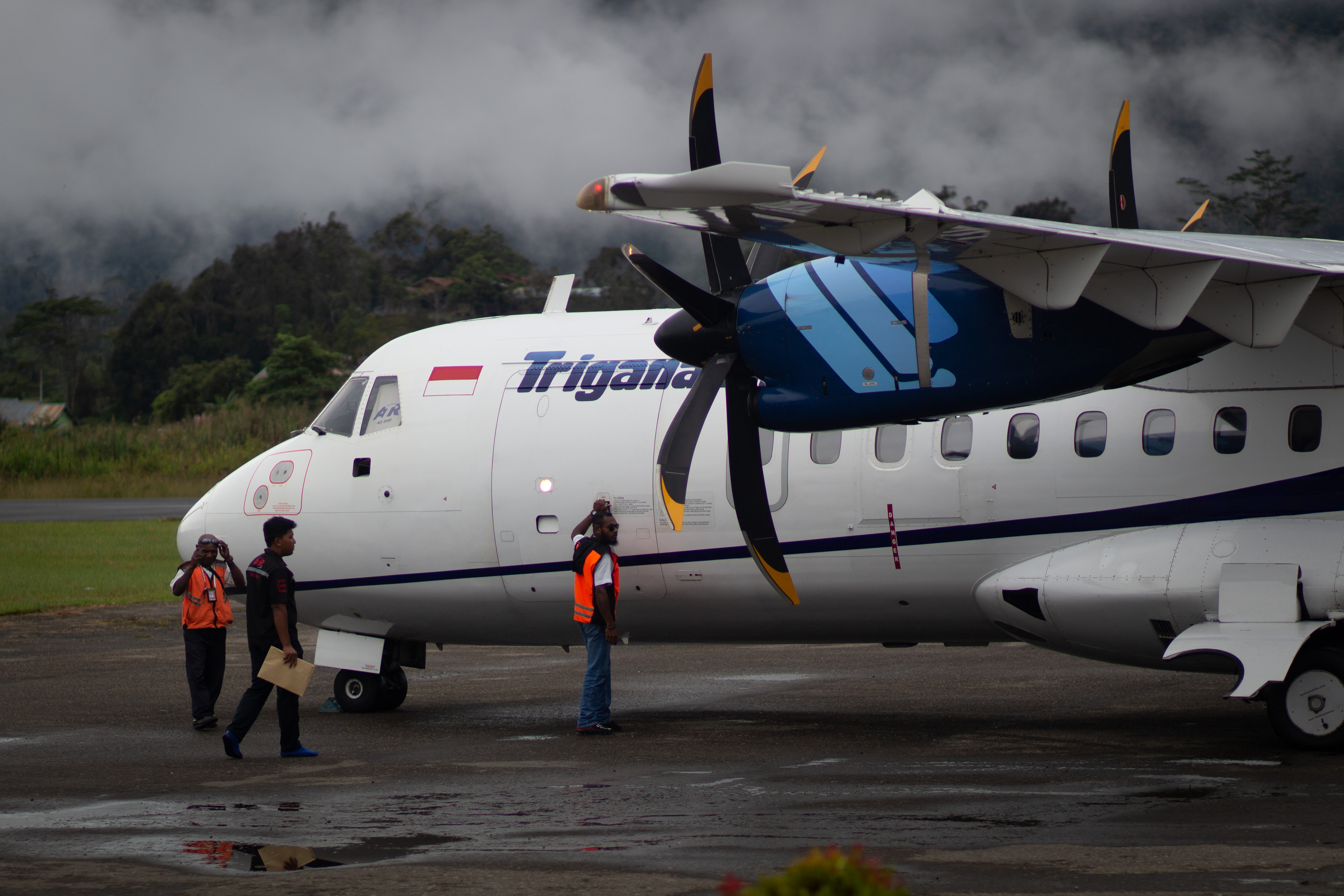
ATR 42-500 de Trigana Air, sur la piste d'Oksibil, en janvier 2019.

Le 16 août 2015 le vol 257 Trigana Air Service s'est écrasé à flanc de montagne en route vers Oksibil. Les 54 occupants sont morts.

## Tourisme
Le tourisme est peu développé. Un permis est nécessaire mais il s'obtient très facilement, sur simple demande et gratuitement, au commissariat de Jayapura par exemple (à la date de janvier 2019). De nombreux chemins papous dans les alentours permettent de faire des treks, mais il faut camper ou dormir chez l'habitant, car seule la ville d'Oksibil dispose d'hôtels.